# Entodesma weisbordi
Entodesma weisbordi is een tweekleppigensoort uit de familie van de Lyonsiidae. De wetenschappelijke naam van de soort is voor het eerst geldig gepubliceerd in 2001 door Macsotay & Campos.